# Collines de San Rafael
Pour les articles homonymes, voir San Rafael.
Les collines de San Rafael (San Rafael Hills) sont une chaîne de montagnes du comté de Los Angeles, en Californie. Elles font partie des Transverse Ranges inférieures et sont parallèles et situées au sud-ouest des monts San Gabriel, adjacentes à la vallée de San Gabriel surplombant le bassin de Los Angeles.

## Géographie
Les communautés de City Terrace, La Cañada Flintridge, Pasadena, South Pasadena, El Sereno, Monterey Hills, Montecito Heights, Cypress Park, Mount Washington, Glassell Park et les contreforts entourant Eagle Rock, à l'est de l'autoroute Glendale, y compris Rancho San Rafael et Chevy Chase Canyon à Glendale sont situées pour tout ou partie dans les collines de San Rafael. Elles définissent la zone de la vallée de Pasadena et de San Marino, et conservent un grand aquifère sur le côté nord des collines, de la vallée de San Gabriel.

## Histoire
Les collines ont été le territoire du peuple amérindien tongva pendant plus de 8 000 ans jusqu'à la colonisation espagnole de la fin du XVIIIe siècle. EIles doivent leur nom au Rancho San Rafael, une concession de terre espagnole de 1784 située au-delà des collines à l'ouest.

## Monuments
Le campus de l'Art Center College of Design, une ressource historique de Pasadena, est situé sur les flancs des collines de San Rafael.
Le parc régional Ernest E. Debs est une grande réserve naturelle et un parc régional dans la partie ouest des collines, avec des sentiers de randonnée et de vélo.
Les jardins botaniques Descanso Gardens sont situés à l'extrémité nord des collines, dans la ville de la Cañada Flintridge.
Un lycée catholique privé réservé aux filles, la Flintridge Sacred Heart Academy, se trouve au sommet des collines de San Rafael.